# 十萬年問題
十萬年問題是有關於過去一段時間的溫度和進入地球的太陽輻射、日照量之間相關性下降的問題。太陽輻射、日照量的變化主要與太陽本身的輻射強度、地球到太陽之間的距離和地球自轉軸的傾斜度有關。然而，發生在位於冰期和間冰期之間，大約十萬年前的溫度變化，與這些因素的數據的變化不太吻合。
由於米蘭科維奇循環，日照量大約會以2.1萬、4萬、10萬、40萬年成週期性變化。其變化會使地球的氣候變遷，並且被認為是影響冰川期開始和終止的一個關鍵因素。按照理論，離心率的變化，相比於與太陽強迫有關的轉軸傾角變化或軸向進動變化，對氣候的影響較小。但是同位素分析表明，氣候變化的主導週期為約10萬多年。